# CCTV-2
CCTV-2 is een zender van de Chinese publieke omroep China Central Television. De zender is gericht op de nationale en internationale economie. De zender zond oorspronkelijk ook andere genres uit. Voor 1 oktober 2003 heette de zender "中国中央电视台经济·生活·服务频道", wat "Chinese Centrale televisiezender voor Economie, Leven en Diensten" betekent.
De zender begon op 1 januari 1983 met uitzenden op nationale reikwijdte. Maar de zender was op 1 mei 1973 al begonnen als een testzender voor de bevolking in de Chinese hoofdstad Beijing.

## Televisieprogramma's
- Jingji Ban Xiaoshi (經濟半小時; Halfuurtje economie)
- Duihua (对话; Dialoog)
- Huanqiu Caijing Lianxian (环球财经连线; Mondiaal economisch netwerk)